# Kopet-dag
A Kopet-dag (perzsául کپه‌داغ, türkménül Köpetdag) avagy Türkmén-khoraszáni hegylánc mintegy 650 kilométer hosszan elnyúló hegyvonulat Ázsiában, Türkmenisztán és Irán határán. Északnyugaton a Kaszpi-tenger szomszédságától délkeleten a Hari Rud folyóig nyúlik. Legmagasabb csúcsa Türkmenisztánban a 2940 méteres Rizeh, a főváros Aşgabattól délnyugatra, Iránban pedig a 3191 méteres Kucsan.

## A név eredete
A kopet (illetve perzsa koppeh) jelentése „rakás”, „halom”. Dag a török nyelveken hegyet jelent. Együtt alacsony hegyekre utalhat. 

## Topográfiája
A Kopet-dag régióját előhegységek, száraz és homokos lejtők, hegyplatók és mély szakadékok jellemzik. 
Nyugati előhegysége a Kyurendag-gerinc.

## Geológiája
A Kopet-dag főleg alsó kréta kori üledékes kőzetekből áll, kisebb részben pedig, a délkeleti részén jura kori kőzetekből. A hegység az alpi orogén ciklus során, a miocén és pliocén korokban jött létre. A Tethys-óceán bezárult, az Arábiai-lemez összeütközött az Iráni-lemezzel, és ahogy az Eurázsiai-lemez óramutató irányában történt mozgása közben az Iráni-lemezzel ütközött, utóbbi a Turáni platformhoz szorult. A jura és a miocén közt itt felhalmozódott kőzetek összepréselve létrehozták a Kopet-dagot.

### Földrengések

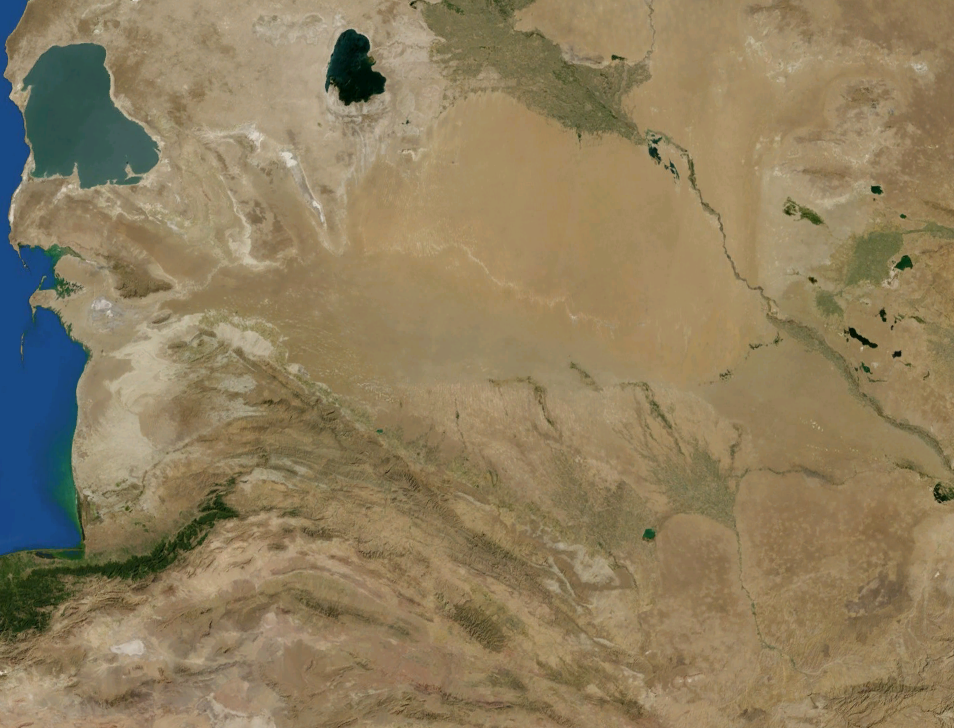
A Kopet-dag az űrből

A Kopet-dag tektonikailag továbbra is aktív és időnként heves, a Richter-skálán a 7-es szintet is meghaladó földrengéseket él meg. 1948. október 5-én egy 7,3 erősségű rengés több mint 110 ezer embert ölt meg a türkmén főváros, Asgábád régiójában.

## Fordítás
Ez a szócikk részben vagy egészben  a   Kopet Dag című angol Wikipédia-szócikk ezen változatának fordításán alapul.  Az eredeti cikk szerkesztőit annak laptörténete sorolja fel. Ez a jelzés csupán a megfogalmazás eredetét és a szerzői jogokat jelzi, nem szolgál a cikkben szereplő információk forrásmegjelöléseként.